# Kapten
Kapten é uma empresa multinacional de rede de transporte. Ele fornece carros para encomendar através de um aplicativo para smartphone. Como serviços semelhantes, os carros são conduzidos por seus proprietários. Kapten permite que você saiba o custo exato de sua viagem antes de reservar sua viagem.
Os clientes podem descarregar a app de mobilidade Kapten no Android ou iOS.
Ao contrário de outros serviços similares, os motoristas só descobrem o destino quando um passageiro entra no veículo.

## História
Kapten foi lançado na França em 2012 sob o nome "Chauffeur-Privé". Em 2019, a empresa mudou oficialmente seu nome para Kapten. 
Em outubro de 2019, a Kapten opera na França (Paris, Lyon e Cannes), Portugal (Lisboa e Porto) e Reino Unido (Londres). Kapten também opera na Suíça. A plataforma possui atualmente mais de quatro mil motoristas na região de Lisboa. A empresa planeja operar em 15 cidades até 2020.
Atualmente, o Kapten tem mais de 2 milhões de usuários na França.
Sébastien Oebel substituiu Yan Hascoet (co-fundador do serviço) como CEO em outubro de 2019.
Em um esforço para combater as mudanças climáticas, a empresa está incentivando os motoristas a mudar para carros elétricos ou híbridos, pagando-lhes um bônus a cada dia em que usam um veículo de emissão zero. Ele também planeja adicionar uma opção ao aplicativo para que os passageiros possam solicitar a busca por um veículo ecológico.